# Velika Babina Gora
Velika Babina Gora – wieś w Chorwacji, w żupanii bielowarsko-bilogorskiej, w gminie Đulovac. W 2011 roku liczyła 55 mieszkańców.